# التهاب عظم مكثف
التهاب العظم المكثف هو مرض التهابي محيط بقمة السن ينتج عن تفاعل مع عدوى مرتبطة بالأسنان. يتسبب هذا في زيادة إنتاج العظام بدلاً من تدمير العظام في المنطقة (يقع الموقع الأكثر شيوعًا بالقرب من جذر الضواحك والأضراس). تظهر الآفة على أنها شعاع في المنطقة المحيطة بالجلد وبالتالي رد الفعل التصلبي. ينتج رد الفعل التصلبي من مناعة جيدة للمريض ودرجة منخفضة من الضراوة للبكتيريا المسيئة. قد يكون السن المرتبط مسننًا أو يحتوي على ترميم كبير، وعادة ما يرتبط بسن غير حيوي. تم وصفه من قبل الدكتور كارل غاري عام 1893.

## سبب
عدوى الأنسجة المحيطة بمجموعة مناعة عالية بكائنات ذات ضراوة منخفضة مما يؤدي إلى رد فعل عظمي موضعي على محفز التهابي منخفض الدرجة.

## تشخيص
1. التصلب العظمي مجهول السبب.
2. ورم أرومي ملحمي.

ملاحظة: تشير نتيجة غير طبيعية مع اختبار اللب بقوة إلى تكثيف التهاب العظم، وتميل إلى استبعاد تصلب العظام والورم الأرومي الملموس.

## علاج
تكون العملية عادة بدون أعراض وحميدة، في معظم الحالات تتطلب الأسنان معالجة قناة الجذر. علاج اللبية.
يجب اختبار السن المخالف لحيوية اللب، إذا كان ملتهبًا أو نخرًا، فإن العلاج اللبي مطلوب في أقرب وقت ممكن، بينما يجب استخراج الأسنان ميؤوس منها.

## تطور الحالة
التشخيص ممتاز، بمجرد الانتهاء من علاج قناة الجذر. إذا تم استخراج السن المخالف، فقد تبقى منطقة التهاب العظم التكثيف في الفكين إلى أجل غير مسمى، وهو ما يسمى بتصلب العظم أو ندبة العظام.